# Donald MacAlister
Donald MacAlister, 1:a baronet av Tarbet, född 17 maj 1854 i Perth, död den 15 januari 1934, Cambridge, England, var en skotsk läkare och zoolog. Han innehade flera biologiska professurer och blev 1907 vicekansler för Glasgows universitet. MacAlister var medicinsk författare och skrev dessutom flera beaktansvärda arbeten rörande däggdjurens anatomi. Han erhöll 1908 knightvärdighet och blev 1924 baronet. Från 1904 till 1931 var han ordförande för the General Medical Council.

## Biografi
MacAlister var son till Daniel MacAlister, förläggaragent och bokhandlare, bosatt på 2 Earls Dykes i Perth, som senare flyttade till Liverpool för att arbeta för Blackie and Son. Hans mor var Euphemia Kennedy och hans yngre bror, född 1856, var Sir John MacAlister.
Han avancerade i livet från en enkel början via skolgång vid Liverpool Institute for Boys (grundat 1825, stängt 1985) till att uppnå den högsta poängen i de slutliga matematikproven vid University of Cambridge 1877. I november 1877 valdes han till fellow vid St. John's College, Cambridge.

## Akademisk karriär
MacAlister förblev en fellow av St. John's College fram till slutet av sitt liv, och var senior handledare från 1900 till 1904. År 1879 publicerade han en artikel i Proceedings of the Royal Society om "The Law of the Geometric Mean". Arbetet var ett svar på en fråga från Francis Galton och innehåller vad som nu kallas lognormalfördelning.
Efter en period med undervisning i matematik vid Harrow School återvände MacAlister till sin ursprungliga plan för att studera medicin, först i Cambridge, senare 1879 på St. Bartholomew's Hospital och för en kort tid i Leipzig. År 1881 bosatte han sig i Cambridge och började med medicinsk undervisning, utredning och praktik, och 1884, efter att han tagit medicine doktorsexamen, blev han läkare vid Addenbrookes sjukhus. Han valdes till fellow vid Royal College of Physicians 1886.
Förutom sin stora talang inom matematik och hans prestationer inom medicin var MacAlister också en extraordinär lingvist. Förutom sitt modersmål gaeliska och engelska sades han ha talat bra tyska, fornnordiska, franska, italienska, holländska, spanska, portugisiska, tjeckiska, baskiska, turkiska, grekiska, arabiska, svenska, ryska, serbiska, afrikaaner och romanska: nitton språk totalt.
MacAlister var samtida på St. John's med den första japan som examinerades vid Cambridge, som med namnet Kikuchi Dairoku, och de blev vänner för livet. MacAlister bistod också Inagaki Manjiro med en petition till senatens råd för att tillåta japanska studenter att få undantag från studier av latin och grekiska för inträdesprov.
MacAlister spelade en mycket viktig roll i arbete i General Medical Council (GMC). Han valdes in till det 1889 som representant för Cambridge University och blev dess president 1904. År 1931, efter att obrutet i tjugosju år haft ledningen, avgick han på grund av ohälsa.
År 1907 utsågs MacAlister till rektor för University of Glasgow, en position från vilken han gick i pension 1929. Under dessa år växte universitetet avsevärt. Vid sin avgång valdes han till kansler för universitetet av the General Council.
MacAlister intog en ledande roll i organisationen av landets universitetet. Han var en av grundarna av University Bureau of the British Empire och var under många år ordförande för den ständiga kommittén av rektorer och huvudmän vid de brittiska universiteten. Hans arbete var allmänt erkänt och han fick hedersdoktorat från tretton universitet och tilldelades Order of the Bath 1908 och blev baronet av Tarbert, Cantire, i Argyll County, 1924.
År 1917 valdes han till fellow i Royal Society of Edinburgh. Hans förslagsställare var Ralph Allan Sampson, Frederick Orpen Bower, John Horne och Thomas James Jehu.
Han avled 1934 och är begravd på Ascension Burial Ground i Cambridge, tillsammans med sin hustru Edith Florence. De hade inga barn och baronetskapet utslocknade vid hans död.

## Utmärkelser och hedersbetygelser
- Croonian Medal and Lecture,  1888
- Knight Commander av Bathorden

[Redigera Wikidata]